# Asthenotricha
Asthenotricha là một chi bướm đêm thuộc họ Geometridae.

## Các loài
- Asthenotricha dentatissima Warren, 1899
- Asthenotricha unipecten (Prout, 1915)